# Vlag van Heredia

Vlag van Heredia

De vlag van Heredia toont het wapen van deze provincie van Costa Rica op een witte achtergrond, met links daarvan een verticale gele baan en rechts een verticale rode baan. Heredia nam de vlag in gebruik op 19 juli 1993.